# Heterophasia pulchella
La sibia bonita (Heterophasia pulchella) es una especie de ave paseriforme de la familia Leiothrichidae propia de Asia.

## Distribución y hábitat
Se la encuentra en China, India y Birmania. Su hábitat natural son los bosques montanos húmedos subtropicales.